# David Fandila
David Fandila Marín (Granada,13 de junio de 1981), conocido como El Fandi, es un torero español en activo, que pertenece a una estirpe de toreros de la provincia de Granada. 

## Biografía
Durante su adolescencia, David Fandila compaginó su afición por la tauromaquia con la práctica del esquí, deporte en el que perteneció a la Federación nacional  (RFEDI) y en el que ganó algunos campeonatos juveniles. Se decantó finalmente por el toreo, y fue anunciado en los carteles por primera vez en una becerrada el 30 de septiembre de 1995 en Armilla (Granada).

## Novillero
Debutó con picadores en Santa Fe (Granada) el 19 de abril de 1998. Toreó sobre todo en plazas del centro peninsular, destacando lo suficiente como para ser apoderado por Antonio Rodríguez Triguero y Manolo Martín, que planifican su carrera y consiguen hacerle triunfar en 1999, situándose en lo más alto del escalafón de novilleros, toreando en España 60 novilladas. Ese año se presentó en Madrid, donde alternó con David Vilariño y Rafael de Julia, y triunfó en plazas como las de Granada, Pamplona y Valencia.
Emilio Miranda Casas, gestor del coso de Granada, y Santiago López, matador de toros retirado y apoderado de toreros, le toman a su cargo y le organizan la temporada del 2000 para que tome la alternativa el día del Corpus, en la Feria de Granada.

## Matador de toros

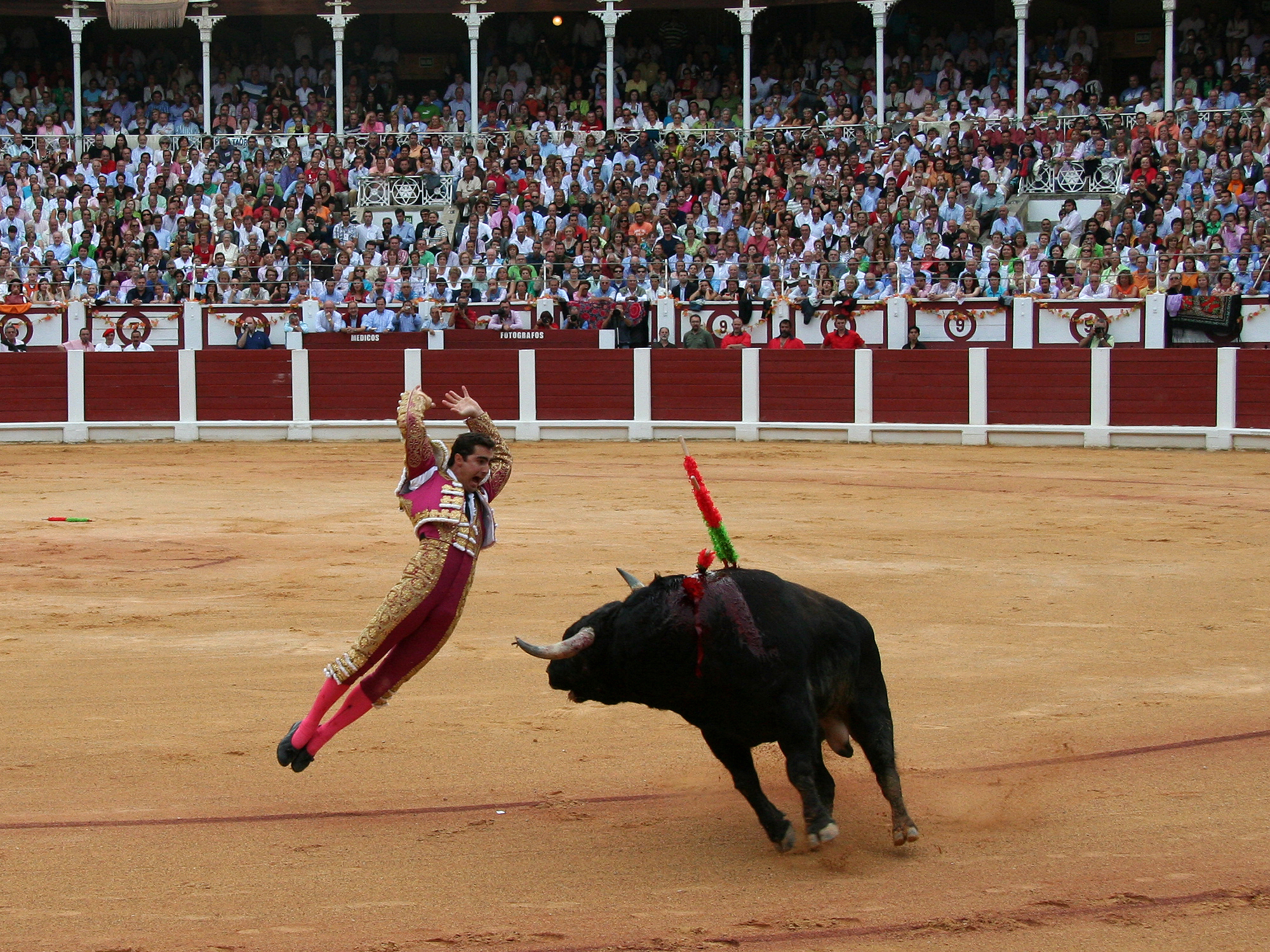
David Fandila El Fandi.

### Temporada 2000
Tomó la alternativa en Granada, el 18 de junio de 2000, con José María Manzanares de padrino y El Juli como testigo, con el toro Elegante, perteneciente a la ganadería de los Hermanos García Jiménez. Esta tarde cortó un apéndice a cada uno de sus toros. Sirva como muestra de la tenacidad de este diestro que toreó con un brazo que se había fracturado en su despedida como novillero en Cieza (Murcia) el día 11 de ese mismo mes. Tras tomar la alternativa tuvo que permanecer  inactivo cuarenta días debido a que su lesión se agravó.
Tras terminar la temporada en España con 29 corridas, debutó en América al torear en Valencia (Venezuela), el 5 de noviembre, en una tarde en la que indultó a su segundo toro.

### Temporada 2001
En 2001, pese a que no entró en los carteles de las plazas de mayor responsabilidad, consiguió importantes triunfos como salir por la puerta grande de Granada las cinco tardes que toreó o cortar tres orejas en la Corrida de Beneficencia de Santander.
Acabó la temporada con 39 corridas de toros en España, siendo el diestro con mejor promedio de trofeos cortados por corridas toreadas de todo el escalafón taurino.

### Temporada 2002
Confirmó la alternativa en Las Ventas de Madrid, el 17 de mayo, con Luis Francisco Esplá como padrino y Antonio Ferrera como testigo, con el toro Acorralado, de Carriquiri. Cortó una oreja al sexto toro de la tarde. Volvió a conseguir otra oreja en su segunda compadecencia en la Feria de San Isidro el 2 de junio.
Salió a hombros tres tardes consecutivas en Granada, indultando en la tercera de ellas, el 31 de mayo, a Cortesano, un toro de la ganadería de Daniel Ruiz.
La temporada fue muy completa en España, sumando 74 corridas y obteniendo triunfos destacados en Valencia, San Sebastián, Pamplona, Bilbao, Málaga, Murcia, Algeciras, Alicante, Badajoz, La Línea de la Concepción... También triunfaría en plazas de México, Colombia, Venezuela, Perú y Ecuador.
El 1 de diciembre confirmó la alternativa en la Monumental de México con Eulalio López, Zotoluco, como padrino y Rafael Ortega como testigo.

### Temporada 2003

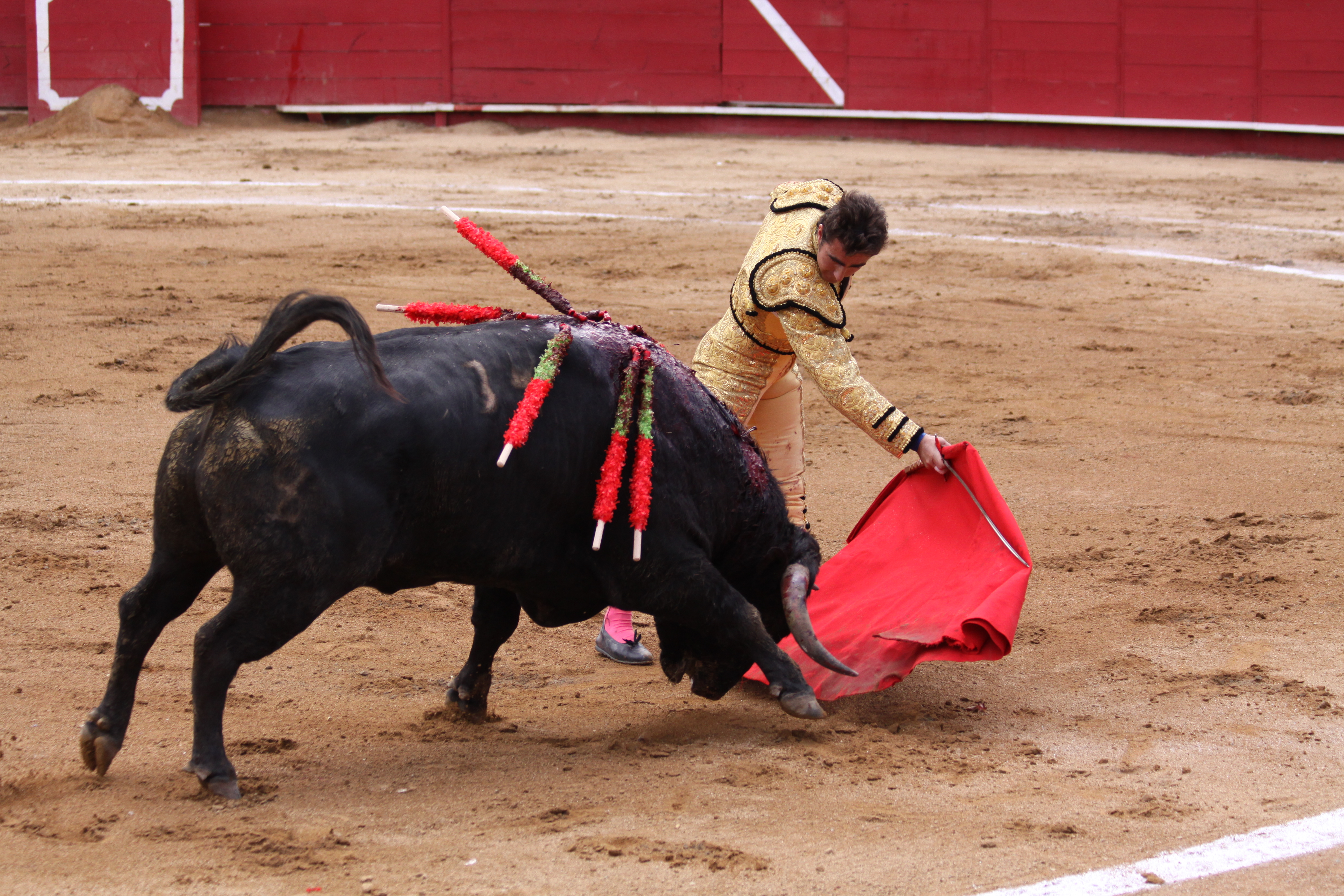
El Fandi.

Confirmó la alternativa en Bogotá el 9 de febrero, con César Rincón como padrino y Pepe Manrique como testigo.
De vuelta en España, siguió sumando triunfos en las ferias de Granada, Castellón, Valencia, Huelva, Santander, Zaragoza, Jaén y en otras plazas menores.
Era el primero del escalafón cuando un percance en Castellón a principios de agosto le obligó a permanecer alejado de los ruedos más de un mes. A pesar de ello, finalizó con un balance de 73 corridas en España, 120 orejas y 9 rabos.
En tierras americanas cortó dos orejas con petición de rabo en la Plaza México y triunfó en la Feria del Señor de los Milagros de Lima y en la Feria de Jesús del Gran Poder de Quito.

### Temporada 2004
En 2004 triunfó en la mayoría de plazas de primera (Madrid, Sevilla, Valencia, Córdoba, Zaragoza, San Sebastián y Barcelona) y en muchas de segunda (Burgos, Cuenca, Soria, Pontevedra, Castellón, Alicante, Murcia, Málaga y Huelva).
Cerró la temporada en España tras una cogida en Jaén, el 15 de octubre, con un balance de 97 corridas, 195 orejas, 7 rabos, 59 puertas grandes y un indulto en Alcaraz.
La temporada en América fue breve debido a una lesión en el hombro derecho sufrida en Maracaibo el 21 de noviembre.
Al acabar la campaña pasó a estar apoderado por Antonio García Jiménez (Toño Matilla).

### Temporada 2005
Con 107 corridas de toros, 210 orejas y 11 rabos, encabezó el escalafón de matadores de toros al acabar la temporada 2005.
Entre tantos triunfos, destacó su paso por la Feria de Abril de Sevilla, donde cortó dos orejas el 16 de abril, en la que era su segunda tarde en el ciclo sevillano.
También fue muy importante en su carrera el paso por la Feria del Corpus de su ciudad natal. Tras triunfar en sus dos primeras apariciones, el 28 de mayo se encerró con seis toros. Sufrió una grave cogida al entrar a matar al tercero y, tras pasar cuarenta y cinco minutos en la enfermería, salió a matar a los otros tres. El balance de aquella tarde fue de siete orejas y un rabo.

### Temporada 2006
Lideró, por segundo año consecutivo, el escalafón de matadores tras sumar 108 corridas en España, con 221 orejas, 15 rabos y 72 puertas grandes.
Obtuvo destacados triunfos en Granada, Madrid, Logroño, Alicante, Castellón, Linares, Jaén, Salamanca, Barcelona y Almería.
Al final de la campaña, en América, se proclamó triunfador de la Feria de Maracaibo, obteniendo el Rosario de Oro, y tuvo una gran actuación en la plaza de toros de Quito.

### Temporada 2007
Tras un inicio en tierras americanas con diversos triunfos, ha seguido haciendo el paseíllo en la mayoría de las plazas principales españolas, consiguiendo trofeos en muchas de ellas, como Valencia, Córdoba, Barcelona, Granada, León, Pamplona, Málaga, Valladolid, Salamanca, Murcia y Albacete. Esta temporada toreó en España 90 corridas, quedando segundo del escalafón.

### Temporada 2008
126 corridas de toros, 263 orejas cortadas, 22 rabos, 85 puertas grandes y 2 indultos.
En el inicio de la temporada 2008 salió a hombros en Castellón y Valencia. En la plaza de toros de Granada, logró en su corrida número 34 allí, su trigésimo tercera puerta grande, triunfo jamás conseguido por nadie.

### Temporada 2009
Torea en 111 plazas, con 220 orejas y 18 rabos cortados. Además indulta 4 toros.

### Temporada 2010
Torea en 106 plazas (11 de ellas en América) y un balance de 215 orejas, 12 rabos y 3 toros indultados.

### Temporada 2011
Lideró el escalafón con 75 corridas de toros, 4 indultos, 137 orejas, 8 rabos.

### Temporada 2012
Lideró el escalafón con 73 corridas de toros, 127 orejas, 2 toros indultados y 6 rabos.

### Temporada 2013
Segundo lugar del escalafón con 61 corridas de toros, 136 orejas, 2 toros indultados y 7 rabos.

### Temporada 2014
2.º lugar del escalafón con 66 corridas de toros, 147 orejas, 2 toros indultados y 9 rabos.

### Temporada 2015
1.er lugar del escalafón con 68 corridas de toros, 154 orejas y 6 rabos.

### Temporada 2016
2.º lugar del escalafón con 55 corridas de toros, 121 orejas y 4 rabos.

### Temporada 2017
9.º lugar del escalafón con 36 corridas de toros, 61 orejas, 1 toro indultado y 5 rabos.

### Temporada 2018
2.º lugar del escalafón con 49 corridas de toros, 106 orejas y 9 rabos.